# Мария I Тюдор
Мария Тюдор пренасочва насам.  За други значения вижте Мария Тюдор (пояснение).
Мария I Тюдор (на английски: Mary I Tudor), известна още като Кървавата Мери (на английски: Bloody Mary), е кралица на Англия (1553 – 1558), кралица на Испания (1556 – 1558). Тя е дъщеря на крал Хенри VIII и по-възрастна сестра на крал Едуард VI и кралица Елизабет I.

## Детство и юношество
Мария Тюдор е родена на 18 февруари 1516 г. като пето дете от брака на крал Хенри VIII с Катерина Арагонска. Тя е единственото дете от това семейство, достигнало пълнолетие. В детството си Мария е в много близки отношения с кардинал Томас Уолси, неин кръстник, архиепископ на Йорк и Лорд-Канцлер – човекът, който упражнява изпълнителната власт в Англия.
Мария била преждевременно развито в интелектуално отношение дете, макар че често боледувала, имала слабо зрение и постоянни болки в главата. Кралят я е възприемал като силна личност, макар че през цялото време мечтаел за син – свой наследник на престола. Мария получила като дар от краля собствен палат и прислуга на границата с Уелс и имала реалното положение на Уелски принц, макар да не е била удостоена с титлата. На 10-годишна възраст Мария Тюдор е назначена от краля за председател на Съвета на Уелс.
През 1522 – 1525 година личен учител на принцесата е испанецът Хуан Луис Вивес, който я обучава по латински и гръцки език, физика и музика. Мария Тюдор се научава да свири и на клавесин.

## Повратности на съдбата
Междувременно Хенри VIII завързва интимни връзки, които се опитва да узакони, за да се сдобие с мъжки наследник на трона. Той решава да се разведе с Катерина Арагонска и да се ожени за Ан Болейн, на което се противопоставя папа Климент VII. Тази конфронтация между краля и папата става основен повод за скъсване на връзките на Англия с Ватикана и създаването на Англиканската църква. През 1533 г. кралят се жени тайно за Ан Болейн, а скоро след това Архиепископът на Кентърбъри обявява брака му с Катерина Арагонска за недействителен, като използва за аргумент мнимата изневяра на Катерина с брата на краля – Артър. Папата отказва да признае този акт и през 1534 г. става официалното създаване на англиканската църква.
В резултат на новия брак на краля, Катерина губи титлата кралица, а Мария Тюдор става извънбрачно дете на краля, прогонена е от двореца, отнети са ѝ кралските титли и става Лейди Мария. Останала без внимание и титли, Лейди Мария остава и без прислуга, а дори става придворна дама на полусестра си Елизабет (бъдещата кралица Елизабет I), родена от новия брак на краля през 1533 г.
През тези години Мария живее за постоянно в Хатфийлд хаус, не ѝ е позволено да вижда майка си, дори да присъства на погребението ѝ (Катерина умира на 7 януари 1536 г.). През същата година новата кралица (Ан Болейн) също изпада в немилост. След като не успява да дари краля с мъжка рожба, Хенри VIII се опитва да се освободи от нея. Той я обвинява в изневяра, за което е осъдена на смърт и обезглавена на 19 май 1536 г.
Скоро след това кралят се жени за Лейди Джейн Сиймур, която на 12 октомври 1537 г. му ражда така очаквания наследник – принц Едуард (бъдещия крал Едуард VI).
За Мария настъпват по-добри времена – тя става кръстница на Едуард и дори участва в погребението на новата кралица, която умира скоро след раждането. Скоро след това кралят дава на Мария собствен дворец. През 1544 г. Мария отново е вписана в списъка на престолонаследниците след Едуард.
Крал Хенри VIII умира на 28 януари 1547 г. и коронован за крал на Англия е 10-годишният Едуард. Младият крал е възпитаван в протестантски дух, но поддържа много близки отношения с Мария, която е дълбоко вярваща католичка. Едуард VI от дете имал здравословни проблеми и през зимата на 1552 – 1553 г. заболява от туберкулоза. По негово време това заболяване е нелечимо и на всички в държавата става ясно, че предстои смяна на монарха.

## Път към короната
Регентът на малолетния крал Едуард VI – принц Джон Дъдли, заплита интрига за наследяване на трона от приближена му особа. Под негово влияние младият крал сменя завещанието си и прави престолонаследник внучката на сестрата на Хенри VIII – Лейди Джейн Грей, снаха на Джон Дъдли. На 6 юли 1553 г. болният от туберкулоза крал умира. Неговата смърт е обявена едва на 10 юли, когато е провъзгласена за кралица Джейн Грей. Властта на новата кралица обаче трае само 9 дни.
Научавайки за смъртта на краля, Мария Тюдор и по-младата ѝ полусестра Елизабет тръгват, подкрепени от армия, от католическия район на Норфолк към Лондон. По пътя си те преодоляват малки военни части, верни на новата кралица. На 19 юли бащата на новата кралица – принц Хенри Грей, обявява отстъпването ѝ от престола. На 3 август Мария Тюдор и сестра ѝ Елизабет влизат триумфално в Лондон.
С влизането си в столицата Мария Тюдор заповядва да бъдат арестувани и затворени предшественичката ѝ, цялото ѝ семейство и много от привържениците ѝ. Изпълнени са множество смъртни наказания, поради което началото на управлението на Мария Тюдор се определя като „кърваво“.

## Кралица на Англия и на Испания
Първият Парламент при управлението на Мария Тюдор възстановява статута ѝ на законно дете на краля. Така новата кралица приема официално титлите:
- Мария I, с Божията богословия, кралица на Англия, Франция и Ирландия, покровителка на вярата (на английски: Mary I, By the Grace of God, Queen of England, France and Ireland, Defender of the Faith, etc.)

Следващото ѝ действие е освобождаване от затвора на всички английски католици, затворени от баща ѝ и брат ѝ, и възстановяване на титлите им и собствеността им. Така, сред освободените е и принцът на Норфолк – Томас Хауърд.
За да съхрани властта си за собственото семейство, Мария Тюдор започва действия за скорошен брак. Тя приема предложението на император Карл V да се омъжи за сина му – принц Филип и женитбата е осъществена на 25 юли 1554 г. Кралското семейство приема титлите:
- Филип и Мария, с Божията благословия, крал и кралица на Англия, Франция, Неапол, Йерусалим, Чили и Ирландия, покровители на вярата, принц и принцеса на Испания и Сицилия, велики херцози на Австрия, херцози на Милано, Бургундия, графове на Хабсбург, Фландрия и Тирол (на английски: Philipp and Mary, By the grace of God, King and Queen of England, France, Naples, Jerusalem, Chile and Ireland, Defenders of the Faith, Princes of Spain and Sicily, Archdukes of Austria, Dukes of Milan, Burgundy and Brabant, Counts of Habsburg, Flanders and Tyrol)

Бракът на Мария с Филип е приет враждебно в протестантска Англия. Избухват редица въстания. Първи въстава принцът на Съфолк, който отново обявява дъщеря си Джейн за кралица. Бунтът е бързо потушен, а принцът е екзекутиран. Скоро след това въстава принцът на Кент, който тръгва с войска към Лондон. И този бунт бива потушен със същата жестокост. Сестрата на кралицата – Елизабет, която е обвинена в подстрекателство, е хвърлена в затвора, но след два месеца е преместена в двореца Уудсток, където остава под домашен арест.
Мария, като предана католичка, прави сериозен опит за възвръщане на католицизма в Англия. По нейно нареждане главната опора на английската реформация – архиепископ Томас Кранмър, е арестуван и екзекутиран. На негово място е назначен католическият кардинал Реджиналд Поул. Преследването на водещи протестанти става държавна политика. По този повод са обезглавени редица духовни водачи, между които и Джон Роджърс – първият официален преводач на Библията на английски език. Екзекуциите продължават до края на властта на Мария Тюдор и по този начин загиват над 500 обществени личности. Конфискуваната в полза на короната и аристокрацията земя на манастирите е върната на църквата.
През 1556 г. съпругът на кралицата става крал на Испания след абдикацията на баща си. Кралското семейство приема титлите:
- Филип и Мария, с Божията благословия, крал и кралица на Англия, Испания, Франция, Йерусалим, двете Сицилии и Ирландия, покровители на вярата, велики херцози на Австрия, херцози на Бургундия, Милано и Брабант, графове на Хабсбург, Фландрия и Тирол (на английски: Philipp and Mary, By the Grace of God, King and Queen of England, Spain, France, Jerusalem, both the Sicilies and Ireland, Defenders of the Faith, Archdukes of Austria, Dukes of Burgundy, Milan and Brabant, Counts of Habsburg, Flanders and Tyrol)

Под влияние на съпруга си Мария Тюдор освобождава от домашен арест сестра си Елизабет и я прави наследница на трона, за да избегне опасността кралица на страната да стане Мария Стюарт – явен противник на Испания. Също по настояване на Филип, Англия се включва във война с Франция, която завършва неуспешно, със загуба на последното владение на кралството на континента – Кале.

## Лична драма и смърт
Мария Тюдор има неуспешен брак. Съпругът ѝ е с 11 години по-млад от нея; той е явно разочарован от нея и голямата част от времето прекарва извън кралството.
През ноември 1554 г. Мария обявява, че е бременна, което по-късно се оказва грешка и допълнително охлажда отношенията в кралското семейство. През 1558 г. Мария отново обявява, че е бременна и пише завещание, в което прави Филип II регент на детето си до навършване на пълнолетие. Бременността ѝ се оказва мнима, а кралицата – болна от рак и тумор. Съвременните медици смятат, че и двете бременности са асцитни води в коремната кухина на Мария Тюдор.
Кралицата умира на 17 ноември 1558 г. на 42-годишна възраст. С нейната смърт приключва последният опит за рекатолизация на Англия, тъй като е наследена от своята полусестра протестантката Елизабет I. През нейния период обаче продължава терорът на религиозна основа, този път насочен към католиците в Англия.
Мария Тюдор е погребана на 14 декември 1558 г. в Уестминстърското абатство. 45 години по-късно в същата гробница е положено тялото на сестра ѝ – кралица Елизабет I. По нареждане на новия крал – Джеймс I Стюарт, на гробницата е изсечен следният надпис:

„Заедно на трона и в гроба тук почиват две сестри, Елизабет и Мария, с надеждата за общо възкресение“
В оригинал 
Partners both in Throne and grave, here rest we two sisters, Elisabeth and Mary, in the hope of one resurrection